# Liste des divinités celtiques
- Noyau territorial celte de la culture de Hallstatt, au VIe siècle av. J.-C.

Les Celtes en Europe :
Noyau territorial celte de la culture de Hallstatt, au
Expansion celtique maximale, en 275 av. J.-C.
Domaine lusitanien de l'Ibérie où la présence celtique est incertaine
Zones où les langues celtiques restent largement parlées aujourd'hui

Les divinités celtiques sont connues par diverses sources telles que la mythologie celtique écrite, les anciens lieux de culte, les statues, les gravures, les objets religieux, ainsi que les noms de lieux et de personnes.

## Préambule
Les divinités celtiques peuvent appartenir à deux catégories : les divinités générales et les divinités locales.
Les « divinités générales » étaient connues des Celtes dans la plupart des régions. Ce sont les dieux et les déesses appelés à la protection, à la guérison, à la chance et à l'honneur des individus dans un humanisme basique. Il est fait état d'une croyance en l'abondance matérielle par le rite (au progrès dans la tribu théocratique et son futur) et à une croyance dans une continuation post-mortem et non une réincarnation. L'initiation druidique a fait longtemps cataloguer cette (ces) religion(s) dans les cultes à mystères,. Les grottes et constructions rituelles monolithiques (dolmens et menhir et leur arrangement) n'ont pas de trace lisible d'attribution à un dieu ou à une déesse.
Les « divinités locales » qui incarnaient le culte de la Nature celtique étaient les esprits liés à une particularité naturelle, telles que les montagnes, les arbres ou les rivières, et n'étaient donc généralement connues que des habitants des zones environnantes.
Après la christianisation des populations des terres celtiques, les écrivains chrétiens ont tenté  de diaboliser la plupart des divinités pré-chrétiennes, mais certaines ont été récupérées pour former un consensus par l'Église en tant que saints (processus d'evhémérisation). Les Tuatha Dé Danann de la mythologie irlandaise, qui étaient communément interprétés comme des divinités ou des ancêtres divinisés, ont été rétrogradés dans ces écrits chrétiens, au mieux comme « anges déchus », sinon comme de simples mortels, voire présentés comme des démons.
Les Celtes gaulois habitaient la région correspondant à la France, la Suisse, l'Allemagne méridionale et occidentale, la Belgique, les Pays-Bas, le Luxembourg et le nord de l'Italie. Les Gaëls d'Irlande et Écosse n'ont pas été tracés dans les flux migratoires antiques. Les Gallois sont les Britanniques qui habitent aujourd'hui le Pays de Galles . Les Celtes brittoniques, ou britanniques, ont habité la plus grande partie de l'île de Grande-Bretagne et ont ensuite migré avant l'Antiquité tardive vers des pays où on trouve une même langue que la leur, Bretagne et Espagne.
Ces langues ont comme caractéristique majeure de n'avoir pas d'alphabet, support d'écriture des mots, mais d'avoir une syntaxe qui a autorisé l'emploi du grec pour écrire des transactions commerciales.
La création provient d'une triade élémentaire génératrice des divinités essentielles qui s'affectent à chaque chose. Les croyances sur ces dieux et déesses à figure humaine ou incarnés ont abouti ensuite au nom composé des divinités gréco-romaines et celtiques. Cela aboutira au respect des règles séculières chrétiennes sur la violence individuelle non admise dans la politique régalienne installée après l'Antiquité, une sorte de panthéisme avant la lettre correspondant à la persistance du sacré (sacralisation de la personne humaine, sacralisation de la nature),.

## Liste des divinités

### Masculin
- Abandinus - dieu local dans le Cambridgeshire (Angleterre)
- Abellio - dieu connecté aux pommiers (Pyrénées françaises)
- Aereda - dieu serpent (Pays basque, Pyrénées françaises)[7]
- Alisanos (Alisaunus) - dieu des montagnes (Côte d'Or, Aix en Provence)[8]
- Alus - dieu agraire[9]
- Ambisagrus, dieu du tonnerre et des éclairs, Ancêtre des Dieux, Dieu du Ciel, Dieu du Vent, de la Pluie, et de la Grêle (Gaule Cisalpine)[10]
- Andeis - divinité (Pyrénées)[7]
- Apollo Grannus - Dieu de la guérison[11]
- Arixus - dieu gaulois des Pyrénées[7]
- Arpeninus - un dieu gaulois des Pyrénées[7]
- Artahe (Artehe) - Dieu protecteur, lié aux ours (Aquitaine)
- Atepomarus - Dieu équestre (Bourgogne, Indre)
- Bedaius - Dieu marin des lacs en Norique[12]
- Belatucadros - Dieu de la guerre (Angleterre)
- Belenus - Dieu guérisseur.
- Bergimus - Dieu des hauteurs et des montagnes[13]
- Borvo - Dieu des sources thermales et Dieu guérisseur
- Brasennus - un Dieu auquel une inscription dans la maison de vilicus de Trumplini est destinée[9]
- Caletos - Dieu de la meute[14]
- Caturix - Dieu de la guerre chez les Helvètes
- Cernunnos - Dieu des animaux et du monde souterrain.
- Cissonius - Dieu des échanges[15]
- Mars Cnabetius - Dieu de la guerre[16]
- Condatis - Dieu des confluences et des rivières
- Cunomaglus - dieu chasseur de la Bretagne romaine [11]
- Cuslanus - Un Dieu associé à Jupiter[9]
- Deus Latis - un Dieu de petite et grande bretagne au rôle inconnu
- Deus Ducavavius - Dieu des rivières[13]
- Deus Orevaius - un Dieu secondaire mentionné sur une inscription à Cemenelum [13]
- Dis Pater (Dispater), Dieu souterrain
- Divano - Dieu de la guerre[17]
- Dorminus - Dieu des Printemps "chauds"[13]
- Intarabus - Dieu des Trévires (Belgique)
- Erditse -  un Dieu secondaire mentionné sur une seule inscription [18]
- Esus (Hesus)(possible) Dieu Bûcheron [19]
- Glanis - Dieu local associé au Printemps Guérisseur
- Gobannus (Gobannos, Cobannus) - Dieu Forgeron
- Ialonus - Dieu des prairies ou clairières
- Ihamnagalla Sqnnagalla - Dieu ayant eu une inscription par Gaius Octavian Capiton[13]
- Jupiter Felvennis - Dieu du Ciel[13]
- Leno - Dieu Patron des Lérins[20]
- Leucetios (Leucetius) - Dieu du Tonnerre
- Maponos (Maponus) - Dieu de la Jeunesse
- Matunos (en) (Matunus) - Dieu Ours
- Moccus (en) - Protecteur des sangliers et des cochons
- Moritasgus - Dieu de la Guérison
- Mullo - Associé avec Apollon
- Nemausus - Dieu vénéré à Nîmes
- Niskus (en) - Dieu marin
- Nodens (Nudens, Nodons) - Dieu des Guérisons, de la Mer, de la Chasse et des Chiens
- Ogmios - Dieu de l'Eloquence
- Paronnus - un Dieu secondaire mentionné sur une offrande à Brixia[13]
- Rudiobus (Rudobius) - Dieu de la Guerre
- Smertrios (Smertios, Smertrius) - Dieu de la Guerre
- Sucellus (Sucellos) - un Dieu de l'Agriculture et du Vin
- Taranis (Taranus) - Dieu du Tonnerre
- Toutatis (Caturix, Teutates) - Dieu protecteur de tribu
- Tridamos (en) - Dieu de la reproduction des bovins et de leur abondance
- Ucuetis - Dieu forgeron
- Vasio - Dieu-patron probable de Vaison-la-Romaine
- Vellaunus (en) - (Veraudunus) - Dieu probable de la mort et des enfers
- Vernostonos (en) - (Vernostonus) - Dieu de petite et grande Bretagne, possiblement Dieu de la Guerre ou Dieu Funéraire
- Vindonnus - épitèthe de Belenus
- Vinotonus - son nom signifie peut-être "Dieu des Vignes"
- Viridios (Viridius) - possiblement Dieu des Plantes
- Virotutis - épitèthe d'Apollon
- Visucius - Dieu gallo-romain des Échanges
- Vitucadrus - Dieu éclatant d'énergie [14]
- Vosegus - Dieu dans le Massif des Vosges

### Féminin
- Acionna - Déesse des rivières[21],[22]
- Adsullata - Déesse du fleuve Savubalabada
- Aericula - Déesse Mère[23]
- Aeron - Déesse de la Guerre et des Abattoirs, déesse des rivières au Pays de Galles
- Alantedoba - Déesse de l'Agriculture[9]
- Alaterviae - Déesses Mères[24]
- Ammaca - Déesse "Grand-Mère"[24]
- Ancamna - Déesse du fleuve Moselle
- Ancasta - Déesse du fleuve Itchen
- Andarta - Déesse de la Guerre
- Andraste - Déesse de la Victoire
- Anesiaminehae - Déesse Mère[24]
- Annea Clivana - Déesse protectrice associée aux esprits
- Arduinna - Déesse de la forêt d'Ardenne
- Arnemetia (Arnamentia) - Déesse Aquatique
- Artio - Déesse des ours
- Axona - Déesse du Fleuve Aisne[25]
- Baeserta - Déesse des Pyrénées[7]
- Belisama - Déesse des lacs et des rivières, du feu, des arts et de la lumière
- Bergusia - Déesse de la prospérité
- Bormana - Déesse des minéraux et des sources (spring water)
- Bricta (Brixta) - Déesse aquatique, consort de Luxovius
- Cailleach - sorcière écossaise ; créatrice, destructrice et plus vieil ancêtre
- Caimineae - Déesse mère[24]
- Cantrusteihiae - Ancestrales Déesses Mères[24]
- Carlin - Autre nom pour la Cailleach ou une sorcière
- Carpundia - Déesse d'un fleuve [21]
- Cathubodua - Déesse de la Guerre
- Caticatona - Déesse Aquatique[26]
- Clota - Déesse Mère du fleuve Clyde
- Clutoida - Déesse aquatique [21]
- Coinchend - Guerrière de l'Autre Monde
- Coventina - Déesse des Puits et des Sources
- Damara - Déesse de la fertilité
- Damona - épouse d'Apollon Borvo et d'Apollon Moritasgus, déesse de la guérison, de la fertilité et de l'incubation
- Dea Latis - Déesse des Marais et des Étangs [20]
- Dea Matrona -  Déesse mère de la Marne en Gaule
- Dea Mediotautehae - Déesses Mères [24]
- Dea Meduna - Déesses de la Guérison[24]
- Dea Sequana - Déesse du Fleuve River Seine
- Deae Vediantiae - Déesses Mères[27]
- Dervonnae - Déesses Mères[28]
- Dibǒnā - Déesse des Sources [29]
- Divona (Devona) - Déesse de la source sacrée de la ville de Burdigala
- Dominae - Déesses Mères [13]
- Epona - Déesse de la fertilité, protectrice des chevaux
- Erecura (Aeracura) - Déesse Terrestre de la Mort et de la fertilité[21]
- Feminae - Déesses Mères[13]
- Gobróig - Déesse des Puits et des Sources[30]
- Habetrot - Déité bretonne folklorique de la filature et de la guérison (sanctifiée)
- Henwen - Déesse des truies
- Histria - Déesse  de la Terre « sous les pieds »[13]
- Icaunus (Icauna) - Déesse de rivière
- Icovellauna - Déesse d'une rivière sacrée
- Imona - Déesse d'un puits[31]
- Inciona - Déesse des Treveri
- Lerina - Déesse patronne de Lérins
- Litavis - Déesse de la Terre
- Maiabus - Déesse avec un rôle similaire à celui de Maia[32]
- Matres Britannae - une triade de Déesses Mères[22]
- Matres Eburnicae - une triade de Déesses Mères[22]
- Matres Mogontiones - une triade de Déesses Mères[22]
- Matres Nemetiales - une triade de Déesses Mères[22]
- Matres Ollototae - une triade de Déesses Mères[22]
- Matris Augustis - Déesses Mères[22]
- Matronae Aufaniea - Déesses Mères[24]
- Matronae Dervonnae - Déesses Mères[27]
- Matronae Ollogabiae - Déesses Mères[24]
- Matronae Senonae - Déesses Mères[22]
- Matronae Suleviae - Déesses Mères[24]
- Matronae Vediantiae - Déesses Mères[27]
- Maximia - Déesse de l'eau de la fontaine[33]
- Melusine - Déesse mystique liée aux croyances de sirènes
- Nantosuelta - Déesse gauloise de la nature, de la terre, du feu et de la fertilité
- Natae - Déesses dont le rôle est inconnu[13]
- Niskai - Esprit de l'eau[28]
- Ricagambeda - son nom signifie peut-être « sillon »
- Ritona (Pritona) - Déesse du peuple des Treveri
- Rocloisiabo - Déesses Mères[22]
- Rosmerta - Déesse de la fertilité et de l'abondance
- Sabrinnā - Déesse du Severn, fleuve côtier du Pays de Galles
- Seixomniai Leuciticai - Déesse similaire à Diana[13]
- Senua (Senuna) - Déesse des sources
- Sequana - Déesse de la Seine
- Sueta - Déesse des sources thermales [13]
- Suleviae - Sulis - Déesse des thermes de Bath
- Tamesis - Déesse du Fleuve Tamise
- Veica Noriceia - Déesse de la Guerre[13]
- Verbeia - Déesse du Fleuve Wharfe
- Vesunna - Déesse qui a donné son nom à la ville de Vesona, France[21]
- Vibes - une Déesse attestée à Noricum[12]

### Divinités de Germanie et des Balkans
La Germanie couvre l'Europe centrale ; en Asie mineure les Balkans sont la partie intermédiaire véhiculant la culture indo-européenne. De là les noms des divinités.

#### Dieux
- Arubianus - Dieu germano-serbo-roumain de fertilité du « champ labouré »
- Latobius- Dieu local de tribu serbe[34]
- Sedatus - Dieu local de tribu serbe

#### Déesses
- Apadeva - Déesse de l'eau[15]
- Cissonia - Déesse du commerce[15]
- Nehalennia - Déesse du peuple vivant avec la mer
- Vesunna - Déesse locale de l'eau et de la fécondité dans la ville concernée par son rite

### Divinités celtibères, galiciennes et lusitaniennes
Les Celtibères étaient les peuples antiques qui ont habité le Portugal et l'Espagne actuelle. Certains pensent que les Lusitaniens et les Vettons étaient Celtes par la culture. Néanmoins, ils étaient au moins influencés par la culture celte.

#### Dieux
- Aernus[35]
- Aernvs (Deo Aerno)[36]
- Aetio[36]
- Araco[36]
- Ares Lusitani
- Bandua[37]
- Bormanicus (Bormo, Borvo)
- Brigo (Brigus)
- Cariocecus
- Carneo[36]
- Cernunnos - Dieu de la fertilité, de la vie, des animaux, et du monde souterrain.
- Cohue[38]
- Cosus (Cossue, Coso)[39]
- Crouga[38]
- Deo Domino Endovellico[36]
- Deo Durbedico[36]
- Deo Nemedeco[40]
- Deo Paramaeco[40]
- Deo Turiaco (Turaeo)[40]
- Endovelicus (Endouellicus)[32]
- Enobolico (Indibilis)
- Erriapus[41]
- Issibaeo[36]
- Kuanikio (Quangeio, Quangeius)[42]
- Lugus[38]
- Mermandiceo[40]
- Picio[40]
- Reue[43]
- Salama[44]
- Sucellus[45]
- Tabaliaenus[46]
- Tabudico[40]
- Tongoenabiagus
- Turiacus
- Vorteaeceo[47]
- Visucius[48]

#### Déesses
- Asidiae[36]
- Ataegina (Ataecina)[35]
- Besenclā (Besenclae) - Protectrice de la communauté et du foyer[36]
- Broeneiae[36]
- Coruae[36]
- Cosuneae[36]
- Crougeae (Corougiae)
- Deae sanctae (Burrulobrigensi)[36]
- Deiba[47]
- Epane (Epona, Iccona)
- Erbina - Déesse des animaux sauvages, de la chasse et de la "sûreté dans la maison"[35]
- Ermae[36]
- Flauiae Conimbriga (Flauiae Conimbrigae)[36]
- Ilurbeda[49]
- Lacipaea (Lacibiā, Lacibea)[35]
- Laneana (Laneanis) - Déesse des sources et des inondations[35]
- Losa[50]
- Luna Augusta[51]
- Mirobleo[40]
- Munidis[35]
- Nabia (Navia) - Déesse de l'eau et de la fertilité de la Terre [35]
- Nymphis[40]
- Ocrimirae[40]
- Reva (Reua) - Déesse des flots de l'eau[52]
- Toga[35]
- Trebaruna[35]
- Trebopala
- Tutelae[40]